# One of These Nights
| 전문가 평가              | 전문가 평가 |
| 평가 점수                | 평가 점수   |
| 출처                     | 점수        |
| ------------------------ | ----------- |
| AllMusic                 | [ 3 ]       |
| Christgau's Record Guide | C+          |
| Rolling Stone            | [ 5 ]       |

《One of These Nights》는 1975년 6월 10일에 발매된 미국의 록 밴드 이글스의 네 번째 스튜디오 음반이다. 이 음반은 그해 7월, 빌보드 200 차트에서 이글스의 첫 1위 음반이 되며 톱 10 싱글 3종인 〈One of These Nights〉, 〈Lyin' Eyes〉, 〈Take It to the Limit〉을 발매했다. 타이틀곡은 빌보드 핫 100에서 그 밴드의 두 번째 1위 싱글이다. 이 음반은 400만 장이 팔렸고 그래미 어워드 올해의 앨범상 후보에 올랐다. 음반의 싱글인 〈Lyin' Eyes〉도 올해의 레코드 후보에 올랐으며, 보컬과 함께 듀오나 그룹이 선정한 이글스의 첫 그래미 어워드 최우수 팝 퍼포먼스상을 수상했다.
《One of These Nights》는 《One of These Nights》 투어를 마치고 밴드를 탈퇴하고 조 월시로 교체된 기타리스트 버니 리던이 참여하는 마지막 이글스 음반이다. 7번 트랙 〈Visions〉는 리드 기타리스트 돈 펠더가 더 많은 곡을 쓰고 부르고 싶었음에도 리드 보컬을 부른 이글스의 유일한 곡이다. 이 음반은 이 밴드가 국제적인 슈퍼스타로 변신한 상업적인 돌파구였다. 그들은 음반을 홍보하기 위해 전 세계 투어에 나섰다.

## 배경
이글스는 1974년 말에 네 번째 음반 작업을 시작했다. 글렌 프라이와 돈 헨리는 총 9곡 중 4곡을 직접 작곡했으며, 다른 3곡에 대해서도 밴드 멤버들과 협업했다. 〈One of This Nights〉, 〈Lyin' Eyes〉, 〈Take It to the Limit〉, 〈After the Thrill Is Gone〉 등 프라이와 헨리가 비벌리힐스에서 집을 함께 쓰고 있는 동안 많은 곡들이 작곡되었다. 헨리는 카메론 크로우와의 인터뷰에서 워싱턴의 혼란과 디스코 음악이 시작되기 시작한 것을 언급하며 "정치적으로나 음악적으로나 어두운 시기였기" 때문에 그들의 "사탄의 컨트리 록 시대"라고 농담을 했다. 그는 "글쎄요, 우리는 어떻게 그런 종류의 비트와 함께, 위험한 기타를 쓸 수 있을까요?" 시대정신을 담아내고 싶었다"고 말했다.
프라이는 "《One of These Nights》는 지금까지 만든 음반 중 가장 유동적이고 '고통 없는' 음반이었다"면서 헨리와 함께 작곡한 곡들의 음질이 극적으로 좋아졌다고 생각했다. 하지만, 리던은 음반을 만드는 동안 점점 더 불행해지고 있었다. 그는 9곡 중 3곡을 썼는데, 그 중 단 한 곡도 싱글로 발매되지 않았다. 그는 한때는 프라이가 선호하는 밴드의 록 방향이 더 많은 것에 불만을 품고 록 트랙 녹음 후 어떤 것을 사용해야 할지 논의하기 위해 미팅을 나가기도 했다. 리던은 음반이 발매된 후인 1975년 말에 밴드를 떠날 것이다.

## 상업적 성과
이 음반은 발매 일주일 만에 25위로 미국 빌보드 200 차트에 데뷔했고, 4주째 차트 1위로 올라섰고, 이후 4주간 머물렀다. 이 음반은 이글스의 4개 연속 1위 음반 중 첫 번째 음반이다. 이 음반은 미국 음반 산업 협회에 의해 4백 만장이 넘는 플래티넘을 인증받았다.

## 곡 목록
| #  | 제목                        | 작사·작곡                        | 리드 보컬     | 재생 시간 |
| -- | --------------------------- | -------------------------------- | ------------- | --------- |
| 1. | 〈One of These Nights〉     | 돈 헨리, 글렌 프라이             | 돈 헨리       | 4:51      |
| 2. | 〈Too Many Hands〉          | 랜디 마이즈너, 돈 펠더           | 랜디 마이즈너 | 4:43      |
| 3. | 〈Hollywood Waltz〉         | 헨리, 프라이, 버니 리던, 톰 리던 | 헨리          | 4:04      |
| 4. | 〈Journey of the Sorcerer〉 | B. 리던                          | 기악          | 6:40      |

| #  | 제목                         | 작사·작곡              | 리드 보컬                        | 재생 시간 |
| -- | ---------------------------- | ---------------------- | -------------------------------- | --------- |
| 1. | 〈Lyin' Eyes〉               | 헨리, 프라이           | 글렌 프라이                      | 6:22      |
| 2. | 〈Take It to the Limit〉     | 마이즈너, 헨리, 프라이 | 마이즈너                         | 4:49      |
| 3. | 〈Visions〉                  | 헨리, 프라이           | 돈 펠더, 헨리, 버니 리던, 프라이 | 3:58      |
| 4. | 〈After the Thrill Is Gone〉 | 헨리, 프라이           | 프라이, 헨리                     | 3:56      |
| 5. | 〈I Wish You Peace〉         | B. 리던, 패티 데이비스 | 리던                             | 3:45      |

## 인증
| 국가                       | 인증        | 판매량/출하량 |
| -------------------------- | ----------- | ------------- |
| 오스트레일리아 (ARIA)      | 2× 플래티넘 | 140,000^      |
| 캐나다 (뮤직 캐나다)       | 플래티넘    | 100,000^      |
| 영국 (BPI)                 | 플래티넘    | 300,000^      |
| 미국 (RIAA)                | 4× 플래티넘 | 4,000,000^    |
| ^출하량을 기반으로 한 인증 |             |               |